# Andrea Benedetto Ganassoni
(Andrea Benedetto Ganassoni)
Andrea Benedetto Ganassoni (Brescia, 26 gennaio 1734 – Venezia, 29 marzo 1786) è stato un arcivescovo cattolico italiano.

## Biografia
Nato da nobile famiglia bresciana, il 3 maggio 1750 vestì l'abito benedettino e il 30 gennaio 1757 fu ordinato sacerdote.
Già professore di diritto presso la Biblioteca Marciana e abate del monastero di San Giorgio Maggiore di Venezia, il 20 dicembre 1773 fu eletto alla sede arcivescovile metropolitana di Corfù. Ricevette la consacrazione episcopale il 21 dicembre a Roma, nella chiesa di Sant'Anna dei Bresciani, per l'imposizione delle mani del cardinale Lodovico Calini.
Il 12 luglio 1779 fu trasferito alla sede vescovile di Feltre, dopo che aveva più volte espresso il desiderio di lasciare Corfù: per l'insalubrità del clima dell'isola aveva contratto la malaria e la febbre reumatica.
Come arcivescovo ad personam di Feltre assistette impotente allo smembramento del Primiero e della Valsugana dalla diocesi di Feltre promosso dall'imperatore del Sacro Romano Impero Giuseppe II.
Morì poco dopo a Venezia, il 29 marzo 1786; fu sepolto nella basilica di San Giorgio Maggiore davanti all'altare dedicato ai santi Pietro e Paolo.

## Genealogia episcopale
La genealogia episcopale è:
- Cardinale Scipione Rebiba
- Cardinale Giulio Antonio Santori
- Cardinale Girolamo Bernerio, O.P.
- Arcivescovo Galeazzo Sanvitale
- Cardinale Ludovico Ludovisi
- Cardinale Luigi Caetani
- Cardinale Ulderico Carpegna
- Cardinale Paluzzo Paluzzi Altieri degli Albertoni
- Cardinale Gaspare Carpegna
- Cardinale Fabrizio Paolucci
- Cardinale Francesco Barberini
- Cardinale Angelo Maria Querini, O.S.B.Cas.
- Cardinale Lodovico Calini
- Arcivescovo Andrea Benedetto Ganassoni, O.S.B.